# Vuelta Ciclista Chaná
La Vuelta Ciclista Chaná est une course cycliste par étapes disputée dans la province de Soriano, en Uruguay. Créée en 1991, elle est organisée par la Fédération cycliste de Soriano,.
Cette épreuve fait partie du calendrier national de la Fédération uruguayenne de cyclisme.

## Palmarès
| Année | Vainqueur            | Deuxième              | Troisième                  |
| ----- | -------------------- | --------------------- | -------------------------- |
| 1991  | Gustavo Michelli     | Carlos Adolfatti      | Jorge Otmar                |
| 1992  | Gustavo Ferrari      | Edgardo Aramburu      | Cristian Melogno           |
| 1993  | William Mesa         | Javier Peña           | Matías Pedreira            |
| 1994  | Mateo Sasso          | Richard Suárez        | Fabio Zipitría             |
| 1995  | Hernán Cline         | Antonio Morales       | Fabio Zipitría             |
| 1996  | Leonardo Salvatierra | Guillermo Scanziani   | Enrique Ramos              |
| 1997  | Roger Salvatierra    | Jorge Romero          | Leonardo Salvatierra       |
| 1998  | Leonardo Salvatierra | Andrés Maiztegui      | Danilo Farías              |
| 1999  | Mauricio Muller      | Miguel Rodríguez      | Mario Marino               |
| 2000  | Pablo Sapia          | Miguel Rodríguez      | Lucas Gerasi               |
| 2001  | Francisco Viollaz    | Pablo Lima            | Jorge Trinajstil           |
| 2002  | Mauricio Maquia      | Maximiliano Hernández | Pablo Lima                 |
| 2003  | Javier Gómez (de)    | Miguel Direnna (es)   | Agustín Margalef           |
| 2004  | Matías Médici        | Néstor Pías           | Luis Alberto Martínez (es) |
| 2005  | Miguel Direnna (es)  | Gonzalo García        | Federico Moreira           |
| 2006  | Milton Wynants       | Néstor Pías           | Geovane Fernández          |
| 2007  | Mateo Sasso          | Fabricio Ferrari      | Gabriel Brizuela           |
| 2008  | Alejandro Actón      | Raúl Sasso            | Álvaro Tardáguila (en)     |
| 2009  | Jorge Bravo          | Emanuel Yáñez         | Ramiro Cabrera             |
| 2010  | Hernán Cline         | Mateo Sasso           | Jorge Bravo                |
| 2011  | Jorge Soto           | Hernán Cline          | Gregory Duarte             |
| 2012  | Matías Presa         | Bilker Castro         | Álvaro Tardáguila (en)     |
| 2013  | Jorge Soto           | Ignacio Maldonado     | Jeremías Rodríguez         |
| 2014  | Román Mastrángelo    | Matías Presa          | Sixto Núñez                |
| 2015  | Jorge Soto           | Néstor Pías           | Richard Mascarañas         |
| 2016  | Jorge Soto           | Pablo Anchieri        | Néstor Pías                |
| 2017  | Matías Presa         | Ignacio Maldonado     | Agustín Moreira            |
| 2018  | Agustín Moreira      | Néstor Pías           | Robert Méndez              |
| 2019  | Matías Presa         | Richard Mascarañas    | Jorge Soto                 |
| 2020  | Agustín Moreira      | Sergio Fredes         | Jorge Giacinti             |
| 2021  | Pas organisé         | Pas organisé          | Pas organisé               |
| 2022  | Sebastián Rodríguez  | Ignacio Maldonado     | Agustín Alonso             |
| 2023  | Diego González       | Agustín Moreira       | Ignacio Maldonado          |
| 2024  | Jorge Giacinti       | Ignacio Maldonado     | Agustín Alonso             |
| 2025  | Sergio Fredes        | Diego Jamen           | Agustín Alonso             |